# Morfydd Clark
Morfydd Clark (Stoccolma, 17 marzo 1989) è un'attrice britannica.
Attiva sia in ambito cinematografico che televisivo, è principalmente nota per i suoi ruoli nelle serie televisive Dracula, His Dark Materials - Queste oscure materie e ne Il Signore degli Anelli - Gli Anelli del Potere, dove veste i panni di Galadriel. Nel 2021 ha vinto il premio di miglior attrice emergente presso il Dublin Film Critics' Circle, nel 2021 ha vinto il premio di miglior attrice britannica o irlandese ai London Critics' Circle Film Awards.

## Biografia
Nata in Svezia, si è trasferita in Galles quando aveva soltanto 2 anni. Affetta da dislessia e ADHD, lascia la scuola a 16 anni. All'età di 20 anni ottiene il suo primo ruolo come attrice in ambito teatrale, continuando a lavorare a teatro fino al 2014, anno in cui inizia ad avere i primi ruoli in cinema e TV. In un primo momento ottiene principalmente ruoli minori, fra cui alcuni in opere note come Madame Bovary e PPZ - Pride + Prejudice + Zombies. Nel 2016 ottiene il suo primo ruolo rilevante nel film The Call Up, per poi interpretare a teatro il ruolo di Cordelia in una rappresentazione teatrale di Re Lear. Nel 2017 interpreta il ruolo di Catherine Dickens nel film Dickens - L'uomo che inventò il Natale.
Tra 2019 e 2020 ottiene molti ruoli di rilievo in un ampio numero di produzioni cinematografiche e televisive: Crawl - Intrappolati, La vita straordinaria di David Copperfield, Santa Maud, Dracula, Bellezza infinita e altre. Grazie a questi ruoli vince due premi molto importanti: miglior attrice emergente presso il Dublin Film Critics' Circle nel 2020, miglior attrice britannica o irlandese ai London Critics' Circle Film Awards. Nel 2022 interpreta il ruolo di Galadriel nella serie TV Il Signore degli Anelli - Gli Anelli del Potere, prodotta da Amazon Studios incentrata su vicende antecedenti a quelle raccontate da Tolkien nel suo celebre romanzo.

## Filmografia

### Cinema
- Madame Bovary, regia di Sophie Barthes (2014)
- The Falling, regia di Carol Morley (2014)
- PPZ - Pride + Prejudice + Zombies (Pride and Prejudice and Zombies), regia di Burr Steers (2014)
- Amore e inganni (Love & Frindship), regia di Whit Stillman (2016)
- National Theatre Live: Les Liaisons Dangereuses, regia di Josie Rourke e Tony Grech-Smith (2016)
- The Call Up, regia di Charles Baker (2016)
- Interlude in Prague, regia di John Stephenson (2017)
- Dickens - L'uomo che inventò il Natale (The Man Who Invented Christmas), regia di Bharat Nalluri (2017)
- Crawl - Intrappolati (Crawl), regia di Alexandre Aja (2019)
- La vita straordinaria di David Copperfield (The Personal History of David Copperfield), regia di Armando Iannucci (2019)
- Bellezza infinita (Eternal Beauty), regia di Craig Roberts (2019)
- Santa Maud (Saint Maud), regia di Rose Glass (2019)
- Starve Acre, regia di Daniel Kokotajlo (2023)

### Televisione
- New World – miniserie TV, 2 puntate (2014)
- A Poet in New York, regia di Aisling Walsh – film TV (2014)
- Arthur & George – serie TV, episodio 1x01 (2015)
- L'alienista (The Alienist) – serie TV, episodio 1x03 (2018)
- The City and the City – miniserie TV, 2 episodi (2018)
- Patrick Melrose – miniserie TV, 2 episodi (2018)
- Outsiders, regia di John Howlett – film TV (2018)
- His Dark Materials - Queste oscure materie (His Dark Materials) – serie TV, 4 episodi (2019)
- Dracula – miniserie TV, 2 puntate (2020)
- Il Signore degli Anelli - Gli Anelli del Potere (The Lord of the Rings: The Rings of Power) – serie TV (2022-in corso)

## Teatro
- Violence and Son di Gary Owen, regia di Hamish Pirie. Royal Court Theatre di Londra (2015)
- Les Liaisons Dangereuses di Christopher Hampton, regia di Josie Rourke. Donmar Warehouse di Londra (2015)
- Re Lear di William Shakespeare, regia di Deborah Warner. Old Vic di Londra (2016)

## Doppiatrici italiane
Nelle versioni in italiano delle opere in cui ha recitato, Morfydd Clark è stata doppiata da:
- Valentina Favazza in Dickens - L'uomo che inventò il Natale, La vita straordinaria di David Copperfield, Il Signore degli Anelli - Gli Anelli del Potere
- Emanuela Ionica in Amore e inganni
- Virginia Brunetti in Crawl - Intrappolati
- Veronica Puccio in Patrick Melrose
- Barbara Villa in His Dark Materials - Queste oscure materie
- Eva Padoan in Dracula